# Nikolai Tšaškin
Nikolai Tšaškin (ur. 24 listopada 1992) – estoński bokser, mistrz Estonii w kategorii 2009, 2010, 2011, 2012 oraz wicemistrz z roku 2015, finalista turnieju Tammer w Tampere w kategorii muszej z roku 2009.
W sierpniu 2009 reprezentował Estonię na Młodzieżowych Mistrzostwach Europy 2009 w Szczecinie. Odpadł na turnieju w 1/8 finału, przegrywając na punkty (1:9) z Ukraińcem Igorem Magurinem. W kwietniu 2010 startował na Młodzieżowych Mistrzostwach Świata 2010 w Baku. Rywalizację zakończył na 1/16 finału, przegrywając w kategorii papierowej z Marokańczykiem Mohammedem Hammoutem.
Dwukrotnie rywalizował na turnieju Tammer w Tampere, dochodząc w 2009 do finału kategorii muszej.